# Єлхово (Моргауський район)
Єлхо́во (рос. Елхово, чув. Чăршă) — присілок у Чувашії Російської Федерації, у складі Ярославського сільського поселення Моргауського району.
Населення — 57 осіб (2010; 57 в 2002, 66 в 1979; 87 в 1939, 77 в 1926, 99 в 1906, 82 в 1858). Національний склад — чуваші, росіяни.

## Історія
Історичні назви — Єлховий, Єлхова (до 1917 року), Чарша-Чемей (до 1927 року). Утворений як околоток села Архангельське (Чемеєво). До 1866 року селяни мали статус державних, займались землеробством, тваринництвом. До 1918 року присілок перебував у складі Чиганарської та Ядрінської волостей, до 1927 року — у складі Тораєвської волості Ядрінського повіту. 1927 року присілок переданий до складу Татаркасинського, 1939 року — до складу Сундирського, 1962 року — до складу Ядрінського, 1964 року — до складу Моргауського району.